# Японские молодёжные субкультуры

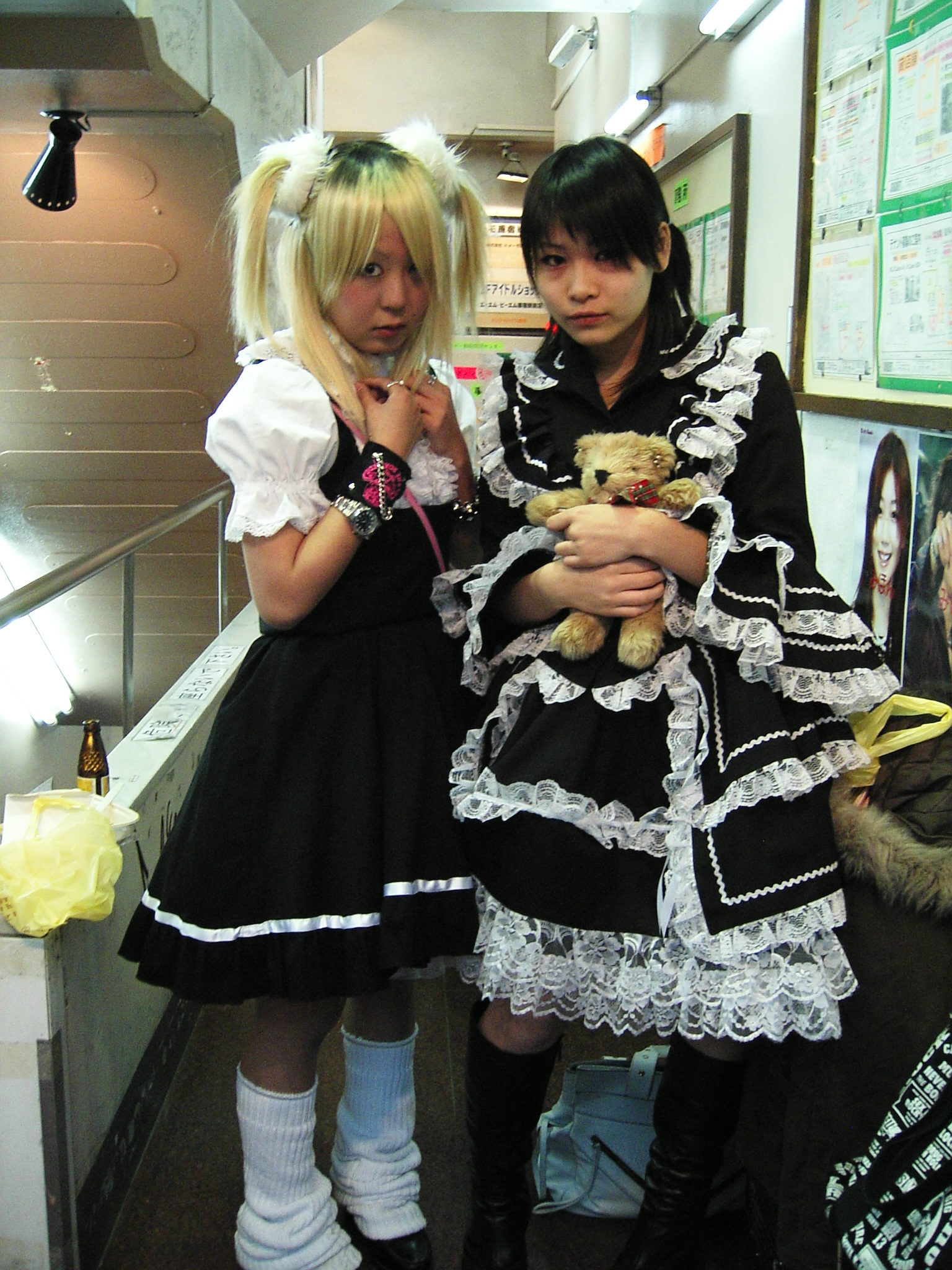
Две девушки, одетые в стиле «лолиты», в районе Харадзюку, Токио.

Японские молодёжные субкультуры — ряд субкультур среди японской молодёжи, выделяющихся собственной философией, стилем одежды и музыкальными предпочтениями. Неотрывно связаны с уличной модой, поэтому с субкультурами также часто связывают термин «японская уличная мода», иногда эти термины замещают друг друга. Большинство субкультур появилось как протест против традиционных японских идеалов красоты и социальных устоев.
Первые молодёжные субкультуры Японии появились благодаря молодым людям, экспериментирующим на улицах Токио. Первоначально это явление называли просто street fashion (яп. ストリートファッション сутори:то фассён, уличная мода). С появлением всё более разрозненных и непохожих друг на друга направлений понадобился термин с более широким значением. Таким понятием, призванным охватить все модные тенденции в одежде, стал термин «японская уличная мода», относящийся к внешнему виду модной японской молодёжи на улицах Харадзюку и Сибуя. За пределами Японии термин «японская уличная мода» обычно используется в отношении моды Харадзюку, в то время как в самой Японии — для всех молодёжных модных тенденций и ещё шире: для всех молодёжных субкультур. Иногда он даже становится синонимом всех японских субкультур вообще.

## Основные аспекты и особенности

### Влияние Запада на японскую моду
Корни всех явлений и тенденций японской моды кроются во влиянии западной культуры на традиционное японское общество. Первоначально японцы негативно относились к европейцам. Так, португальские миссионеры, прибывшие в 1543 году, получили среди жителей Японии прозвище намбандзины (яп. 南蛮人 южные варвары), впоследствии японцы так же называли и испанцев. Представители же германских народов, таких как англичане, голландцы и немцы, именовались комо (яп. 紅毛 красноволосые). Внешность и одежда европейцев воспринимались как нечто «неизящное, лишённое всякой красоты» и высмеивались. Но постепенно западная мода начала проникать в японскую культуру. Первым результатом подобного влияния стало появление дзимбаори (яп. 陣羽織) — жилета без рукавов, одного из главных элементов поздней самурайской одежды. Это была своеобразная японская версия табарда, дзимбаори носили даже даймё и сёгуны. С приходом к власти Токугавы большинство европейцев были изгнаны из страны, и подобные заимствования с Запада прекратились. Однако среди простого люда остались популярными заимствованные у европейцев короткие брюки матахики или момохики (яп. 股引 кальсоны) и короткий плащ каппа (яп. 合羽 водяной). Это были, соответственно, кальсоны и пелерина, пришедшие из западноевропейского костюма того времени. Все эти чужеземные элементы именовались японцами «христианской модой», так как копировалась, прежде всего, внешность западных миссионеров.
В XIX—XX веках после реставрации Мэйдзи начинается вторая волна вестернизации японской моды, однако теперь она уже представляла собой скорее замещение традиционной японской одежды на западную, чем просто заимствование европейских тенденций. Уже в то время «западный» внешний вид считался модным, и некоторые японцы были готовы даже надеть шляпу с кимоно, чтобы иметь какой-нибудь западный элемент в одежде. Уже в 20-х годах XX века появился пласт молодых женщин, следующих западной моде, слушающих джаз и игнорирующих традиционные японские правила поведения для женщин. Но из-за реалий того времени к 1930-м годам эти веяния сошли на нет.
После поражения Японии во Второй мировой войне и американской оккупации токийский район Харадзюку был заселён американскими солдатами и их семьями. Японская молодёжь, чувствуя неудовлетворённость консервативностью традиционной японской культуры, часто посещала этот район, желая приобщиться к западной культуре. К пятидесятым годам XX века Хиродзюку стал символом западной культуры, которой начали увлекаться всё больше молодых японцев. Впервые это начало проявляться у гяру, многие девушки начали злоупотреблять солярием для достижения «шоколадного» оттенка кожи, стремясь походить на американских хип-хоп-исполнителей. Одновременно с этим они осветляли волосы, чтобы как можно больше походить на иностранцев. Эта тенденция совпала с волной популярности американского и британского глэм-метала, создавая основу для формирования «визуального стиля» в японской музыке — visual kei.
Российский японист, профессор МГУ Евгений Штейнер считает, что это всего лишь «игра», и японцы не воспринимают западные веяния всерьёз:
Например, там есть очень большая молодёжная субкультура района Харадзюку, где есть такие группы подростков, которые имперсонируют разных культурных героев Запада. Скажем, девочки под названием «гото Рори», что означает «готическая Лолита». Такие соблазнительные нимфетки в черных кружевах, викторианская мода, с потрясающим макияжем, когда они белят свои лица, когда они говорят томно, как в их представлении разговаривали британские барышни середины XIX в. И так они ходят по улицам и т.д. Есть и другие группировки, например, Гангоро - японки, в основном это девочки, подражающие американским чёрным рэперам. Они мажут тёмным свои лица или устраивают искусственный загар, красят волосы в ярко-желтый цвет, носят штаны с мотней до колен, как эти самые рэперы.

Всего этого очень много, но повторяю: японцы в этом отношении, я бы сказал, умнее западных людей. Они берут внешние приметы, и они знают, что для них это игра. Они не стесняются ходить в этих карнавальных костюмах по улицам, для них это возрастное явление. Но всерьёз увлечься христианством, или философией Гегеля, или чем-то подобным им просто не приходит в голову – в этом принципиальная разница.

### Отрицание традиционных норм и идеалов
Веками опорой японского менталитета и культуры был принцип ваби-саби, проповедующий меланхолию и эмоциональную сдержанность как основополагающие правила поведения. Этот принцип проявлялся и в воспитании молодёжи. Публичное выражение переживаний или общая эмоциональность считались недопустимыми и осуждались. В то же время японцы традиционно ставят «работу для коллектива» выше, чем демонстрацию собственных амбиций, желание выделиться. Это прослеживается и в традиционном японском этикете. Наибольший отход от подобных правил можно заметить у молодых девушек. Как и модан гару в прошлом, гяру изменили расхожие представления о японских женщинах на почти их полную противоположность. Если японской женщине полагалось быть кроткой, молчаливой, послушной, то гяру одевались броско, подчёркнуто сексуально, вели себя открыто и развязно. В японском обществе постепенно распространилось представление, что девушка имеет право одеваться как угодно, демонстрируя «внутренние соответствие» своему стилю одежды. Например, девушка, которая считает себя «крутой», может следовать стилю гансо цуёмэ кэй (яп. 元祖強め系, настоящая крутая девчонка), традиционному у представительниц visual kei. Стиль мэдзасэ кирэй кэй (яп. 目指せ綺麗系, стремящиеся к красоте) для тех девушек, которые хотят выглядеть более зрелыми и женственными.
Современной японской молодёжи присущ протест против традиционных укладов и табу. Протест прослеживается в некоторых тенденциях или даже целых направлениях японских субкультур. Например, до сих пор на японском телевидении действует табу на освещение жизни секс-меньшинств: в 2006 году показ документального фильма о проблемах геев и лесбиянок рассматривался критиками как «революционное» событие. В то же время, музыканты visual kei открыто носили стилизованную женскую одежду и разыгрывали на сцене «любовные отношения», в первую очередь для выражения собственных эстетических идеалов и привлечения необычным зрелищем женской публики. Примечательно, что во время проведения Japan Times опроса на тему «Что вы думаете о современной японской молодёжи?» опрашиваемые давали ей такие определения, как «пассивная», «имеющая проблемы с культурной самоидентификацией» и «немотивированная и безынициативная». Иностранные гости Японии отмечали вежливость и дружеское расположение молодёжи.
Отрицание стандартов дошло до того, что на улицах Харадзюку в начале 2010-х годов можно было встретить мужчин в юбках. Причина подобной манеры одеваться кроется одновременно в желании выделиться и носить те вещи, которые нравятся, делают образ «крутым». Один молодой японец так объяснил причину ношения юбки:
С детства я удивлялся, почему у мужчин есть только единственный выбор по сравнению с женщинами, которые могут выбирать между ношением юбки или брюк. Я полагаю, что юбки на мужчинах рассматривались как табу в обществе, построенном на мужском доминировании, где с носящими юбки обращались так же, как и с женщинами, подвергая дискриминации.

## Современные молодёжные субкультуры
Центром японских молодёжных субкультур является квартал Харадзюку в районе Сибуя, где появились стиль «лолиты» и смешанный стиль «фрутс». Также Сибуя — родина «гяру», а квартал Акихабара в районе Тиёда — мекка поклонников японской анимации (аниме) и комиксов (манги). На данный момент выделяют несколько основных направлений типично японских субкультур.

### Лолита
Мода «Лолита» (яп. ロリータ・ファッション Рори:та фассён) — субкультура, основанная на стилистике времён викторианской эпохи, а также на костюмах эпохи рококо и отчасти на элементах готической моды. «Лолита» — одна из самых массовых субкультур Японии, оставивших след в моде, музыке и изобразительном искусстве. Костюм «Лолиты», как правило, состоит из юбки или платья длиной до колена, головного убора, блузы и высокой обуви на каблуках (или же ботинок на платформе).

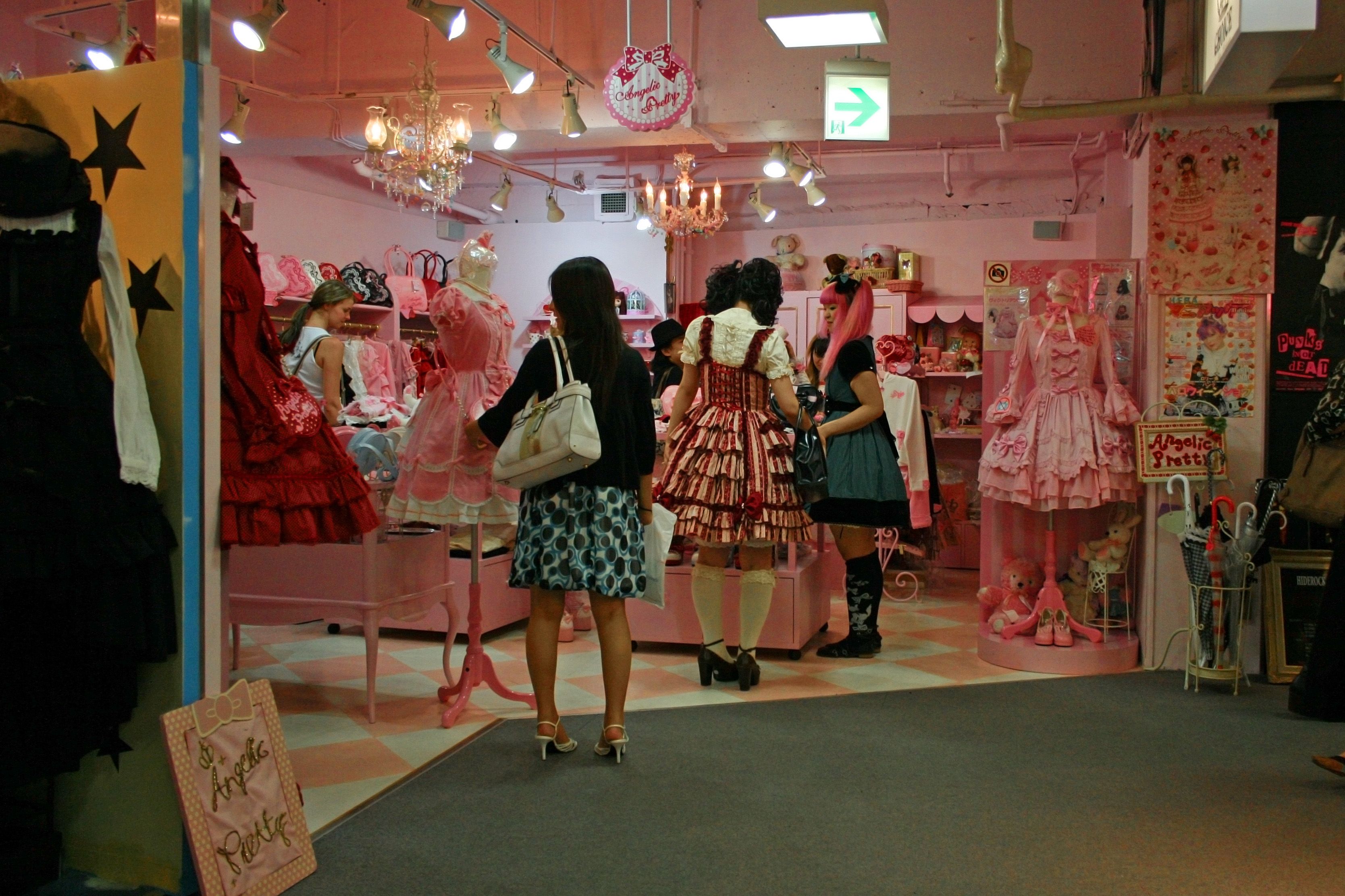
Магазин для «Лолит» в Харадзюку

Прообразы будущей моды «лолит» можно увидеть уже в моде эпохи рококо, например, в моде тогдашней Европы. Комбинируя элементы викторианской эпохи и рококо, лолита также заимствовала западные традиции и элементы самой японской уличной моды. Несмотря на то, что мода «Лолита» имитирует типичные европейские образы, она стала сугубо японским модным и культурным направлением. Родоначальницей стиля была субкультура «Готическая лолита». Более распространённым названием на ромадзи является Gothic & Lolita. Журналистка Судзуки Марико, исследовавшая этот вопрос, говорила, что этот термин появился из-за «готических» элементов в их одежде. Она также рассказывала, что, встретившись в мае 1998 года в Харадзюку с девушками, «одетыми как куклы», узнала, что они называют стиль «Gothic & Lolita». Также равноправно могут употребляться такие термины, как госу-рори, гот и рори, готическая Лолита, готика и Лолита, мода «готическая Лолита» и стиль «готическая Лолита»
Название самого популярного журнала, посвящённого субкультуре «лолит», — «Gothic & Lolita Bible» — также отсылает к наименованию субкультуры-прародительнице данного направления. Поэтому все родственные стили часто ошибочно называют Gothic & Lolita.
Кроме готического в направление «лолита» входят «сладкий» (инфантильность, яркие, «конфетные» цвета), классический (наиболее детальная имитация стилей барокко и рококо), панк, гуро (стиль жертвы: в качестве реквизита используются поддельная кровь, бинты и т. п.) и другие подстили.

### Гяру и когяру
Гяру (яп. ギャル) — японская транскрипция gal с искажённого английского девушка (англ. Girl). Термин может означать как популярную среди девушек японскую субкультуру, пик которой пришёлся на 1990-е годы, так и сам образ жизни. Название происходит от рекламного слогана 1970-х годов марки джинсов «GALS» — «Я не могу жить без мужчин», ставшего девизом молодых девушек. Нынешние гяру, как и их разновидности когяру и гангуро, заслужили прозвища «оя о накасэру» (заставляющие родителей плакать) и «дараку дзёкусэй» (дегенеративные школьницы) за нарушение традиционных для японок табу и увлечение западными ценностями. Девиз когяру — Биба дзибун! («Да здравствую я!»). Они выделяются легкомысленным поведением, позитивным мышлением, любовью к яркой модной одежде, особыми представлениями об идеалах красоты. К субкультуре гяру могут принадлежать и мужчины, так называемые «гяруо». С самого своего появления гяру стали одним из важнейших элементов японской уличной моды.

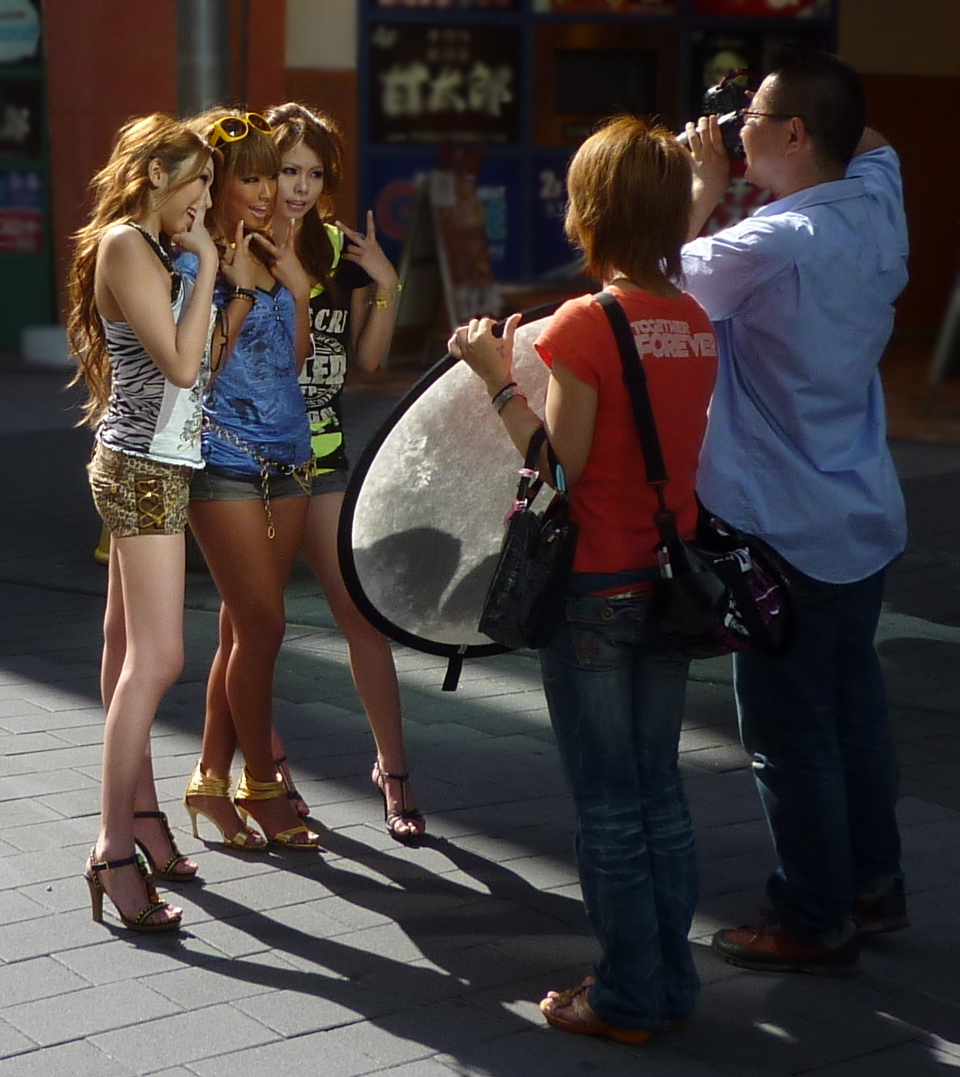
Классические гяру

Рост популярности гяру в 1970-е годы был связан с появлением первого гяру-журнала «Popteen», ставшего культовым среди тогдашних японок и учившего их быть сексуальными. В дальнейшем появилось множество разнообразных гяру-изданий, таких как «Street Jam» и «Happie», причём большинство их создателей пришли из порноиндустрии. В 80-х годах XX века многие гяру пополнили ряды так называемых «Yankiis». Это были когяру, исключённые из школ за отказ от ношения традиционной школьной формы в стремлении продемонстрировать взрослым свою независимость. Гяру посещали район Сибуя, где их всегда могли найти фотографы модных журналов.
В середине 1990-х культура когяру прославилась на всю Японию из-за освещения в СМИ практики «эндзё-косай» («оплачиваемые свидания»), что фактически позволило журналистам сделать слово «гяру» синонимом проституции. Документальный фильм «Baunsu KO gaurusu», снятый в 1997 году Масато Харадой, описывает когяру и гяру как молодых девушек, идущих на занятие проституцией ради модных вещей и дорогих аксессуаров.
Когяру также имеют особый сленг когяруго (コギャル 語 ), важнейший элемент их культуры. Например, своих парней они называют икэмэн (яп. イケ 面 «клёвый чувак»), который является тё: каваий (超 かわいい — «очень милым»). Сама когяру (гяру-яттэ, «его гяру») покупает гяру-фуку (одежда гяру) в гяру-кэй сёппу (магазин гяру), если, конечно, она сможет найти что-либо не «по-настоящему супертошнотворное» (超 マジ で むかつく, тё: мадзи де мукацуку). Гяру часто используют иностранные слова, латинские аббревиатуры японских фраз или просто иностранные окончания без учёта японского синтаксиса. Например, к словам может добавляться суффикс «-ингу» (от англ. -ing), к примеру гэттингу (яп. ゲッティング, «получать»). Ещё одной особенностью является использование суффикса -ра. Он означает «как» или «взятый от» и говорит о схожести предмета обсуждения с поп-идолом японских молодых девушек, певицей Намиэ Амуро (из имени которой и был взят суффикс).

### Фрутс (стиль Харадзюку)
Район Харадзюку — культовое место для адептов японской уличной моды. Прежде всего этот район известен благодаря молодёжной субкультуре Харадзюку гарудзу (яп. 原宿ガールズ, от англ. Harajuku Girls — «девушки Харадзюку»), с характерыми для неё яркими костюмами, обилием аксессуаров и «сочетанием несочетаемого» Костюм может включать в себе как готику и киберпанк, так и клубные неоновые цвета. Отдельно можно выделить «панк-направление», для которого типичны клетчатые и кожаные штаны, использование цепей и других рок-атрибутов.

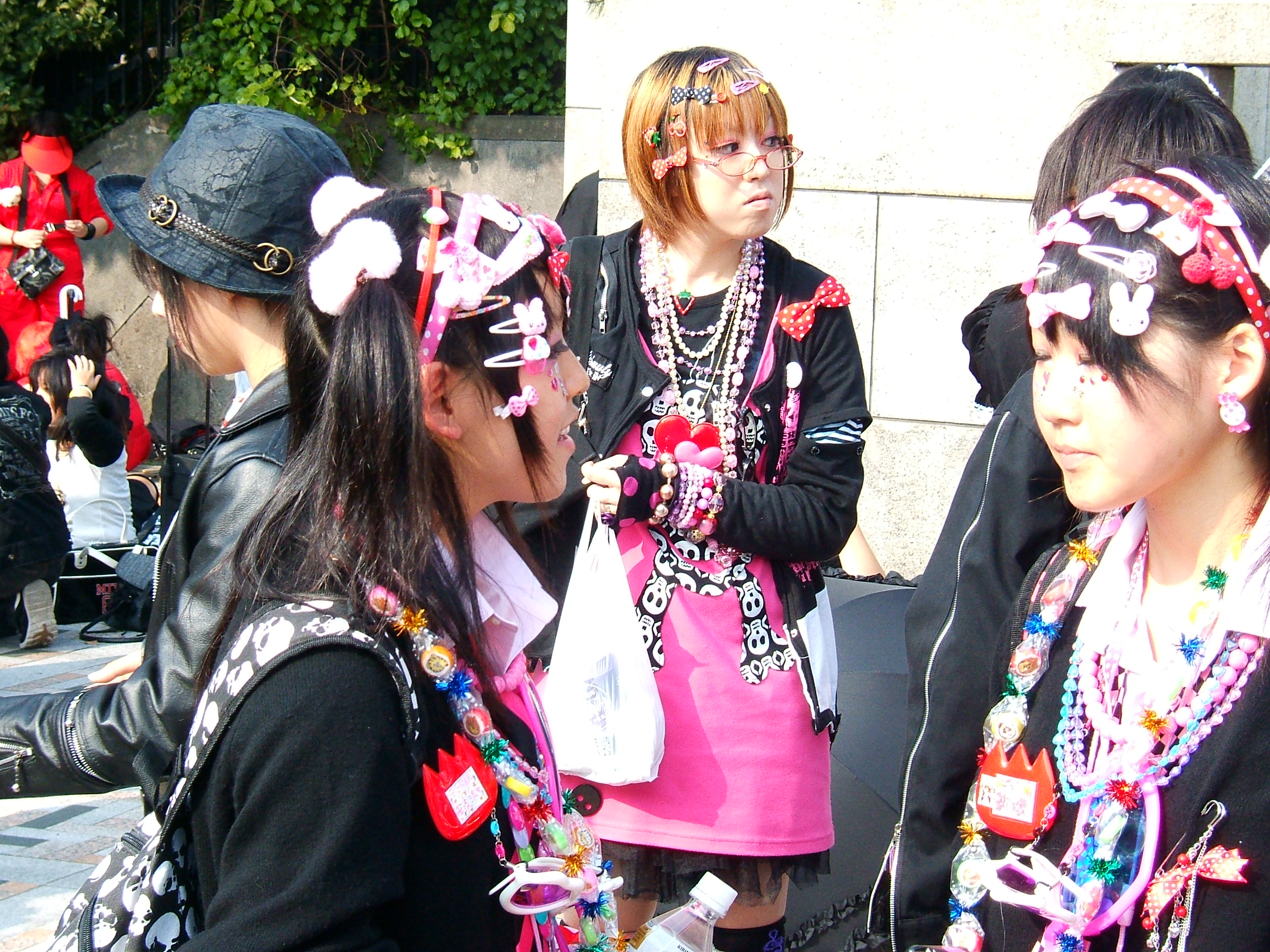
Девушки в Харадзюку

Субкультура «харадзюку гарудзу» возникла в середине 1990-х, вместе с появлением на улицах Харадзюку молодых людей в костюмах, состоящих из огромного количества разнообразных элементов одежды и аксессуаров. Разнообразие элементов нарядов представителей этой субкультуры огромно, а число их возможных сочетаний практически безгранично: на одетом таким образом человеке можно было увидеть элементы европейских костюмов вперемешку с японскими, дорогостоящую одежду вместе с рукоделием или одеждой из секонд-хэнда. Это не осталось незамеченным представителями модной индустрии. В 1997 году фотограф Сёити Аоки выпустил первый номер ежемесячника «FRUITS» («фрутс», букв. англ. «Фрукты»), названный в честь народившейся субкультуры, первый номер которого составляли фотографии подростков с улиц Харадзюку. В этом же номере журнала Аоки выразил свой взгляд на движение, объявив появление «фруктов» культурной революцией и бунтом против шаблонного внешнего вида. Важнейшим свойством движения автор считал демократичность, возможность любого человека приобщиться к моде, вне зависимости от финансовых возможностей. Здесь Аоки видел шанс для противостояния крупным брендам, диктующим тенденции в модной индустрии. Журнал сразу же приобрёл большую популярность и получил статус международного издания. В это же время моду «фрутс» замечают известные японские дизайнеры, такие как Ёдзи Ямамото и Михара Ясухиро. Благодаря им мода Харадзюку получает ещё больший импульс для дальнейшего развития.
Суть идеологии «фрутс» заключается в возможности каждого человека самому создать свой идеал современной красоты, доступный людям с любыми финансовыми возможностями, и в отказе от навязанных свыше штампов и шаблонов. Главную роль при создании костюма играют воображение и практически ничем не ограниченная возможность выбора. Так, в один день подросток или молодой человек может появиться на улице одетым в стиле милитари — в иностранной военной форме, в качестве аксессуара прихватив с собой противогаз, — а на следующий день нарядиться в костюм покемона и надеть ботинки на очень высокой подошве. Впоследствии стиль фрутс интегрировался в японскую уличную моду вообще, прославив токийскую моду.
Постепенно мода фрутс стала мировым трендом. Благодаря Аоки и нескольким модным брендам в США и Австралии прошли модные показы и фестивали фрутс. Проникла эта субкультура и в Россию. Одна из представительниц российского фрутс так охарактеризовала развитие этого направления в России:
Российским фрутс, конечно же, близка японская культура: аниме, j-rock, j-pop и много всего другого. Сложно себе представить человека, который принадлежал бы к фрутс и не испытывал как минимум симпатии к Японии. Я пришла в эту субкультуру, когда увлеклась аниме, а аниме начала смотреть, когда заинтересовалась Японией. Сейчас я хожу на курсы японского языка, слушаю японскую музыку. А ещё я очень люблю рисовать, особенно в стиле манга (комиксы) и аниме.
Российские фрутс отличаются от японцев некоторыми особенностями. Например, в России могут заимствовать какие-то тенденции у гяру, хотя традиционно молодёжь Харадзюку игнорирует гяру, а некоторые — готические лолиты — являются их убеждёнными противниками.
Фрутс вместе с модой из Харадзюку нашли себя и в японской музыке, в поджанре направления visual kei — oshare kei. Первоначально некоторые осярэ-группы также назывались «дэкора-кэй» (одно из названий фрутс) из-за их демонстративной приверженности моде Харадзюку. Это позволило некоторым группам, в частности An Cafe и SuG, обозначить свою музыку как «харадзюку дэнс-рок» и популяризировать через неё моду фрутс. Металкор-группа Hanabie. использует для самоопределения термин «Харадзюку-кор» (мода Харадзюку + металкор). Этот термин часто используется на их атрибутике. Их сценические наряды в основном вдохновлены «эстетикой Харадзюку».

### Visual kei

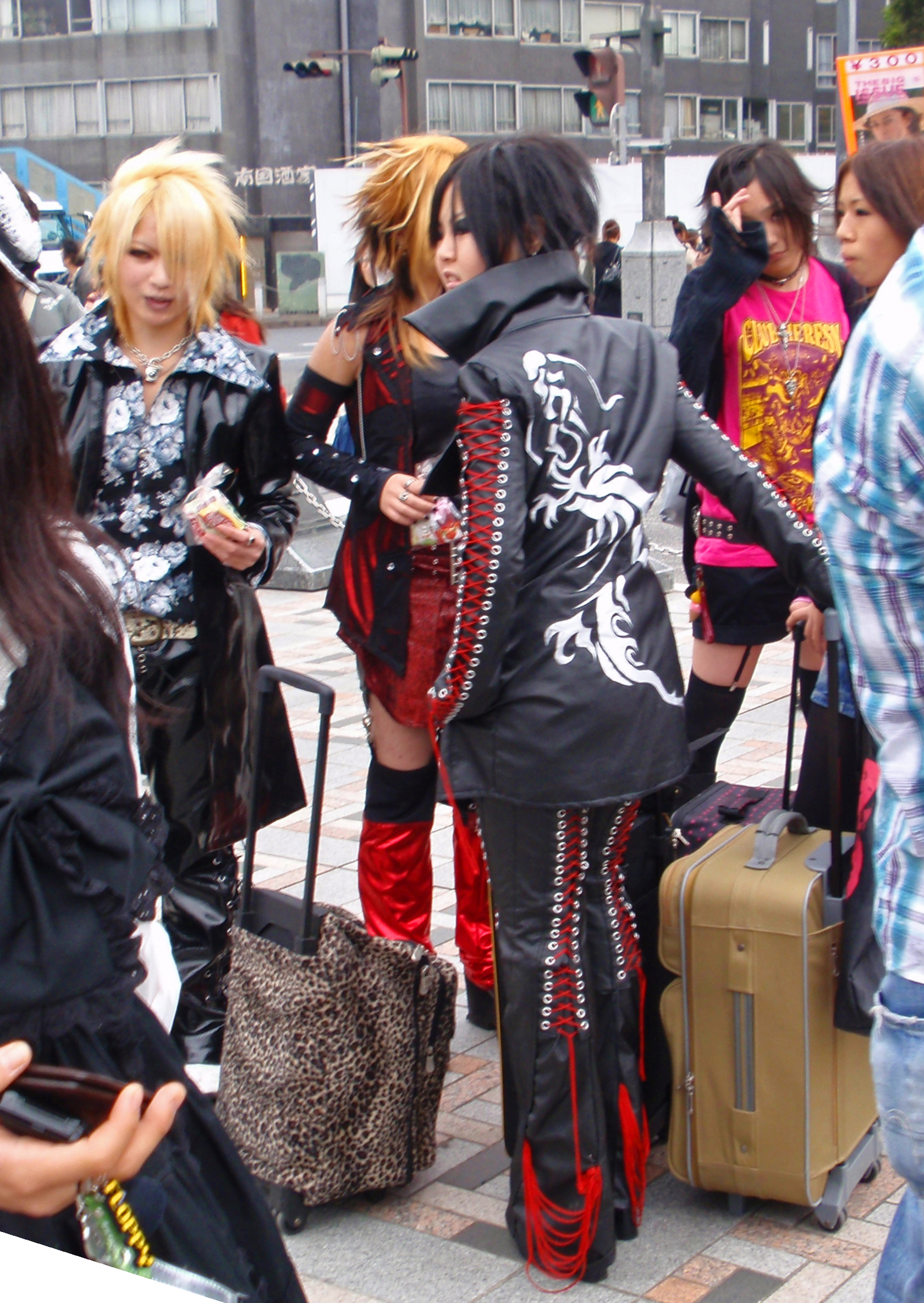
Фанаты Visual kei в Харадзюку

Музыкальный жанр Visual kei (яп. ヴィジュアル系 Видзюару кэй) возник на базе японского рока в результате смешения его с глэм-роком, металом и панк-роком в 1980-х годах. «Visual kei» буквально означает «визуальный стиль». Он характеризуется использованием макияжа, сложных причёсок, ярких костюмов, его последователи зачастую прибегают к андрогинной эстетике.
Благодаря поклонникам, visual kei, как субкультура, смогла обрести и фэшн составляющую, параллельно впитав в себя элементы стилей «лолит», фрутс, а также более традиционных японских представлений о мужской красоте. Среди поклонников visual kei можно также встретить металлистов.
Во внешнем облике музыкантов групп visual kei, появились черты «готических лолит». В свою очередь, вторая волна visual kei, с такими представителями как Malice Mizer, обогатила субкультуру Gothic & Lolita, повлияв на её развитие и своим внешним видом популяризировав эту моду среди поклонников visual kei. Впоследствии «готическая лолита» и visual kei образовали взаимосвязанную пару подпитывающих друг друга явлений: в журналах, посвящённых «лолитам», стали привычными статьи об исполнителях и релизах visual kei, а самое известное издание о субкультуре «лолит» Gothic & Lolita Bible было создано при участии Маны из Malice Mizer. Привычным для облика музыкантов visual kei стало использование и одеяний «лолит». Характерными примерами могут служить образы бывшего гитариста группы Aicle Кэйты, бас-гитариста группы NoGoD или гитариста и вокалистки дет-метал-группы Blood Stain Child. О своём интересе к этому направлению в моде говорили многие музыканты visual kei.

### Босодзоку
Босодзоку (яп. 暴走族, букв. «агрессивный гоночный клан») — полукриминальная субкультура байкеров, насчитывавшая в 2009 году более 42,5 тысяч человек. Босодзоку были настолько неуправляемыми и скандальными, что в конце концов правительству Японии, чтобы их обуздать, пришлось создать специальные исправительные учреждения. Из-за этого многие подростки оказались в колониях для несовершеннолетних и через них ещё больше приблизились к криминальному миру. Страсть к театральным эффектам, хулиганским поступкам, осуждение со стороны СМИ и общества создали босодзоку устойчивую негативно-скандальную репутацию. Всё это подталкивало их на связи с якудза, вплоть до превращения босодзоку в бойцов и исполнителей разной грязной работы для некоторых мафиозных кланов, видевших в гонщиках потенциальных рекрутов для пополнения группировок. Демонстрация взаимных симпатий между частью босодзоку и некоторыми представителями японской мафии также была выгодна обеим сторонам. В противовес подобной практике часть босодзоку пошла на открытую конфронтацию с якудза. Один из самых известных борцов против криминализации субкультуры — Макото, основавший для этих целей «Йокогамский альянс». Однако он сам был приговорён к тюремному заключению за нападение на одного из членов своей группировки, который, как оказалось, торговал наркотиками.

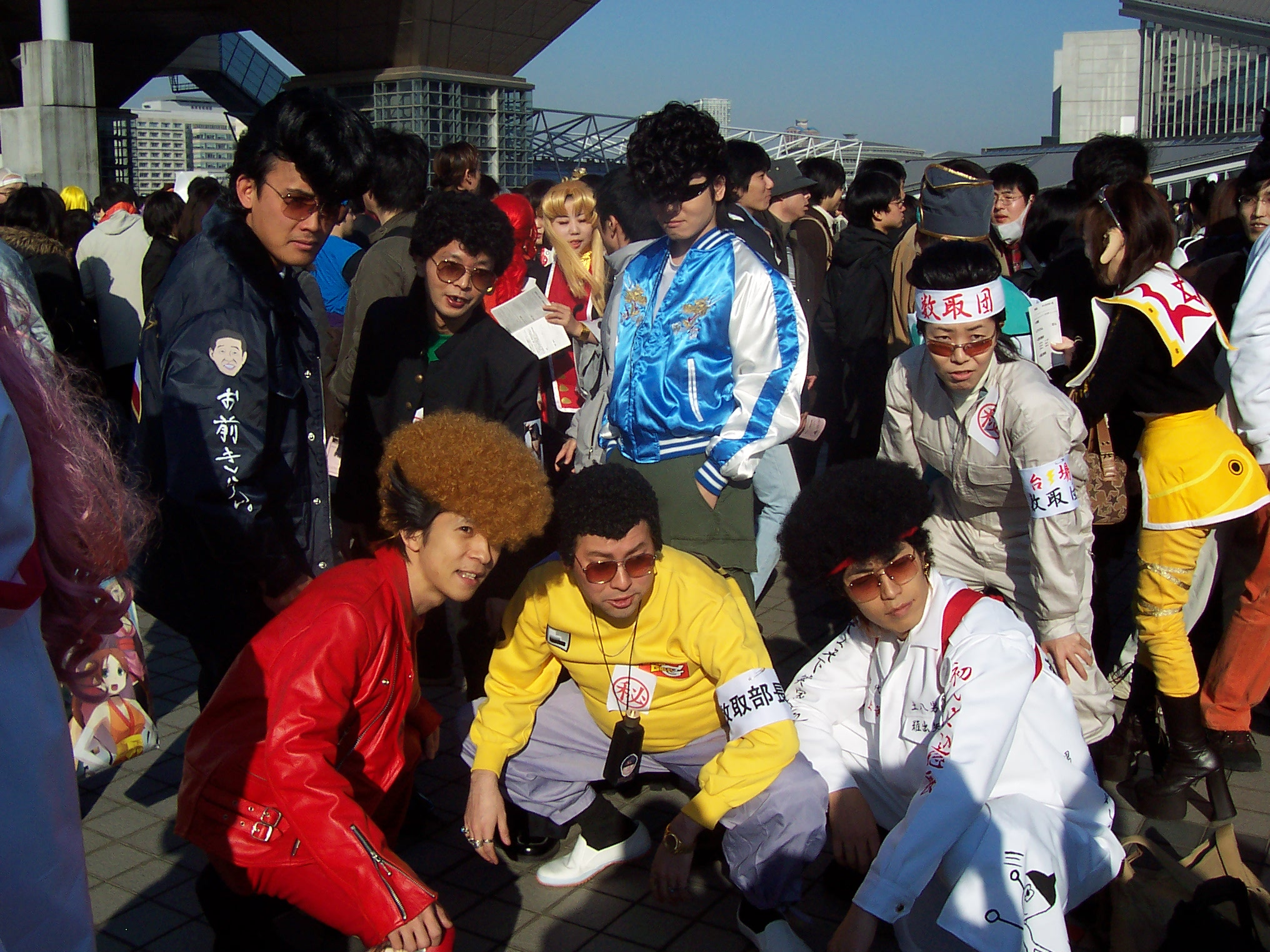
Босодзоку в Токио

Первоначально их именовали Каминаридзоку (яп. 雷族, «Кланы грома»). Народная молва видела в них экс-камикадзе, из-за окончания войны не успевших отдать свои жизни за императора и стремящихся к острым ощущениям. Современное название субкультуры появилось случайно в июне 1972 г.:
Во время репортажа о драке банд с участием байкеров перед вокзалом в Токояме местная телестанция из Нагои соединила слова «бо:со:» (暴走, гонки) с «дзоку» (族, семья, племя, клан). "Бо: " из "бо: со: " имеет также значение «насилие», как и в слове «бо: рёкудан» (暴力団, гангстер), как часто называют якудза. Таким образом, смысл слова «босодзоку» можно передать только с помощью кандзи.
Они возникли в 50-х годах XX века как субкультура, состоящая из криминальных группировок лихачей-мотоциклистов. Вскоре часть босодзоку перешла на автомобили. Впоследствии основная часть попыталась дистанцироваться от криминала, сохранив при этом «легальный» образ жизни «банд мотоциклистов».

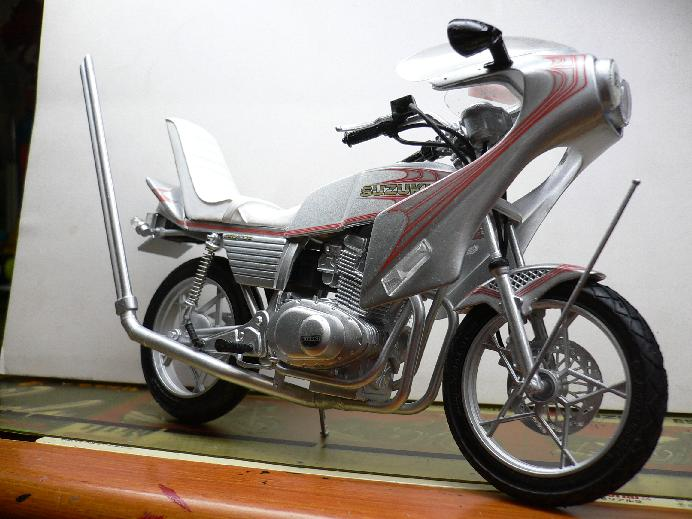
Suzuki Gsx400 в стиле босодзоку

Важным атрибутом субкультуры босодзоку являются униформы «токкофуку» (букв. «честь битвы» или «честная битва»), представляющие собой военную форму времён Второй мировой войны. Она состоит из обуви лётчиков ВВС Японии, длинных плащей со старыми патриотическими лозунгами и брюк. Эта униформа возникла в 1972 году под влиянием формы камикадзе и была призвана доказать самим босодзоку, что они не просто банда хулиганов, а вершители молодёжного бунта своего времени. На спине токкофуку любой банды есть особое кандзи, означающее название банды и её суть. Самые знаменитые из них «Specter» («Призрак») и «Black Emperor» («Чёрный император») — самая могущественная и опасная босодзоку-банда, носящая на своём токкофоку нацистскую свастику. Также на токкофоку часто можно увидеть такие символы, как хиномару и императорская хризантема, традиционно воспринимаемые в Японии как символы крайне правых взглядов. Однако босодзоку не демонстрируют каких-либо политических взглядов, и их праворадикальная ориентация считается крайне спорной.

### Акихабара-кэй и аниме-культура

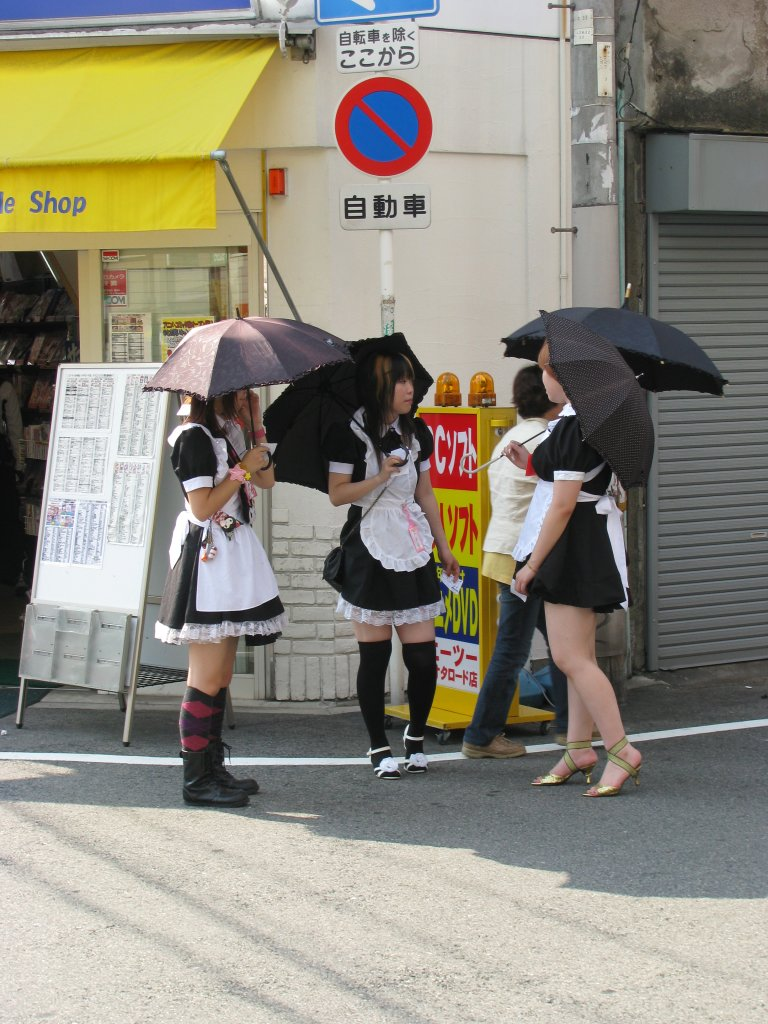
Девушки в костюмах горничных у одного из мэйдо-кафе

«Отаку» в Японии называют человека, который увлекается чем-либо, но за пределами страны, в том числе и в России, это понятие обычно употребляется по отношению к фанатам аниме и манги. В Японии для отаку, увлекающихся аниме и мангой, используется сленговый термин «акихабара-кэй», обозначающий молодых людей, всё своё время проводящих в районе Акихабара и увлекающихся миром аниме и его элементов, таких как мэйдо-кафе, идолы и компьютерные игры. Район Акихабара является важным центром японской современной культуры. В 2000-х он стал прочно связан с японской игровой индустрией и крупнейшими издательствами аниме и манги.
Одним из центральных элементов культуры отаку является понятие моэ (яп. 萌え), означающее фетишизацию или влечение к вымышленным персонажам. Исследователи японской поп-культуры по-разному рассматривают этот термин. Джозеф Л. Дела Пена считает, что этот термин содержит чистые и защитные чувства по отношению к женским персонажам. Джейсон Томпсон из журнала Otaku USA использует термин моэ по отношению к молодым и привлекательным персонажам аниме, подчёркивая в этом роль красивой женщины в японской культуре. Скот фон Шиллинг связывает моэ по отношению к маленьким девочкам с «тоской по отцовству» у мужчин среднего возраста. В это же время известный японский аниматор Хаяо Миядзаки, известный в том числе профеминистскими взглядами, говорил:
Это трудно. Они сразу же превратились в объекты фетишизма. В смысле, если мы хотим быть положительными и популярными, у нас нет выбора, кроме того как изобразить их настолько привлекательными, насколько это возможно. Но сейчас есть слишком много людей, которые так изображают [этих героинь], как будто они хотят иметь [таких девочек] в качестве домашнего животного. И таких людей всё больше и больше.
В то же время так называемой «моэфикации» в Японии подвергается всё больше и больше предметов и явлений японской жизни. Например, привлекательные девушки и девочки, нарисованные в аниме-стиле, использовались в рекламе и оформлении ящиков для инструментов, дорожных указателей, пакетов для мусора, сакэ, арбузов и даже японских авиалиний, что выразилось в изображение Пикачу на одном из самолётов All Nippon Airways. Хотя подобная практика довольно распространена и носит название «моэ-антропоморфизм», многие японцы считают несколько абсурдным использование моэ вместе с большинством подобных вещей.
Другим важным моментом является увлечение так называемыми идолами. В данном случае идолами именуют популярных и привлекательных молодых музыкальных исполнителей, моделей и актрис. Например, модели мужских журналов будут именоваться gravure idol, порноактрисы — AV idol, певиц и актёров же принято называть просто идолами. Идолы занимают важное место в культуре Акихабары, например, поклонники того или иного идола могут приобрести специальную книжку с его фотографиями, коллекционный диск с песнями или порнофильмы на тематику моэ. Существуют так называемые идол-агентства, которые продюсируют j-pop-группы, полностью состоящие из идолов, как, например, культовые Morning Musume. В других случаях идолы, известные в других областях, могут собирать группы или просто начать музыкальную карьеру, как известные JAM Project и Ая Хирано.
Для всего этого в Акихабаре существует огромная сеть развлечений. Наиболее известные из них maid cafe, манга-кафе, магазины разнообразной коллекционной и сувенирной продукции, караоке-клубы и т. д. Maid Cafe (с англ. — «Кафе служанок») являются одной из главных изюминок Акихабары. Главная их особенность — официантки, косплеящие французских служанок (косплей — один из главных элементов отаку-культуры, так называемая костюмированная игра. Униформа служанок тут один из видов «фетиша униформы», а также популярное моэ из аниме), а также особые меню и отношение к клиентам. Например, официантки за плату могут спеть песню, разыграть роль младшей/старшей сестры или просто сфотографироваться с клиентом. Подобные maid cafe стали настолько популярны, что некоторые крупные кафе открыли свои отделения в таких странах, как Китай, Южная Корея, Тайвань, Чешская Республика, Мексика, Канада и Соединённые Штаты Америки.

### Ямикавайи
Стиль ямикавайи (яп. 病み可愛い) появился в Японии в 2015 году. Первопроходцем в данном стиле считается художник Эзаки Бизуко, автор манги про Менхеру-чан — девочку в розовой школьной форме, которая вместе со своими подругами получает магическую силу после нанесения себе порезов и использует её для борьбы со злом. Название «ямикавайи» происходит от сочетания слов «ями» (яп. 病み, больной) и «кавайи» (яп. 可愛い, милый). Стиль ямикавайи предполагает сочетание, с одной стороны, пастельных тонов, розовой одежды и иных атрибутов, характерных для других «кавайных» стилей, и, с другой стороны, тёмных тонов, антисоциальных лозунгов и аксессуаров, связанных с медициной или насилием.
Ямикавайи затрагивает наиболее табуированные в японском обществе темы: депрессию, психическое здоровье и самоубийство. Эксперты в моде и любители стиля ямикавайи рассматривают его как способ справиться со сложными негативными эмоциям и возможность открыто говорить о своих проблемах. Сам Эзаки Бизуко рисовал свою мангу для того, чтобы справиться с психологическими проблемами, вызванными травлей в школе, подготовкой к экзаменам и разводом родителей, а также изменить отношение японцев к людям с психическими расстройствами.

## Известные люди
- Хидэто «Hide» Мацумото (13 декабря 1964 — 2 мая 1998) — культовый гитарист и певец. Хидэ был ведущим гитаристом X Japan — группы-основательницы вижуал-кэя, и именно ему вместе с Хаяси Ёсики принадлежит идея этого музыкального жанра[8][15]. Даже после его трагической гибели в 1998 году он остаётся культовой фигурой[15] для японской рок-музыки и visual kei в частности, в его честь проводятся крупные концерты и акции[99].
- Хаяси Ёсики (род. 20 ноября 1965 года) — культовый барабанщик и пианист, один из основателей X Japan. Вместе с Hide он является автором музыки группы[100]
- Mana (род 19 марта. 1969) — культовый музыкант и композитор, основатель групп Malice Mizer и Moi dix Mois, модельер. Мана был одним из главных вдохновителей второй волны вижуал-кэй и одним из главных популяризаторов моды лолит[101]. В 1999 году он основал бренд Moi-même-Moitié, где он работал над своим взглядом на субкультуру лолит. Прежде всего это заключалось в придуманной им концепции «EGA и EGL» — элегантный готический аристократ и элегантная готическая лолита соответственно[101]. Одежда этого бренда славится своей элегантностью и своими уникальными готическими рисунками[101]. Помимо этого, Мана — один из инициаторов создания Gothic & Lolita Bible, а также автор многих статей в нём[101].
- Намиэ Амуро (род. 20 сентября 1977) — известная японская J-pop-певица. Амуро — одна из «икон» субкультуры гяру и в особенности гангуро, в 1990-х она даже стала причиной модного бума среди молодёжи. В это время многие девушки копировали её характерный стиль «мини-юбка + сапоги» и проводили много времени в солярии, чтобы получить такой же загар, как у неё[102][103][104]. В 2009 году она была названа «модной иконой Японии номер 1» по версии журнала Tsutaya Online, причём в голосовании она обошла свою главную соперницу по музыкальному жанру — Аюми Хамасаки[105]. Её поклонников или просто девушек, следующих стилю, прозвали Amuraa[106].
- Сёити Аоки — фотограф, создатель первого журнала, посвящённого моде Харадзюку, Fruits[107]. Сёити был первым, кто сфотографировал подростков, гуляющих в районе Харадзюку, также именно он придумал название субкультуры Фрутс и сформулировал их взгляды и цели[2].
- Икуя Сато — доктор этнологии университета Хитоцубаси, один из самых уважаемых исследователей босодзоку[78]. Он защитил по ним докторскую диссертацию, а также написал книгу Kamikaze Biker: Parody and Anomy in Affluent Japan (рус. «Байкер-камикадзэ: пародия и аномалия в богатой Японии»).

## Отношение в обществе
Отношение к субкультурам в Японии неоднозначное — с одной стороны, некоторые из них могут жёстко критиковаться, в частности когяру и босодзоку, другие же поддерживаться на государственном уровне — например, одна из моделей-лолит была назначена «послом японской поп-культуры» в мире для участия в различных мероприятиях. Летом 2008 года косплей даже был официально «одобрен» МИД Японии, и правительство организовало всемирный слёт косплееров в Нагое. Тогдашний заместитель министра иностранных дел Ицунори Онодэра говорил:
Много лет назад основным стимулом изучать японский язык для молодых иностранцев был бизнес. Но теперь люди учат японский потому, что хотят читать японскую мангу, играть в японские игры и читать книги по играм раньше, чем их переведут
Традиционно когяру, как и гяру, подвергаются жёсткой критике со стороны СМИ, родителей, педагогов и властей. Например, в СМИ когяру обвиняются в показном потреблении и занятиях проституцией, а гяру в целом осуждаются за материализм, в котором критики видят душевную пустоту современной японской молодёжи. Когяру также критикуются за «паразитический» образ жизни, называемый в Японии парасайто сингуру. Один из журналистов также подметил, что в современной японской школе «костюм когяру» воспринимается как дресс-код распущенности, жадности и глупости. Также гяру подвергаются критике за отношение к своим детям, уже будучи взрослыми девушками. Этому посвящена книга «Shukan Bunshun», написанная Юки Исикавой, где также вводится термин «матери-монстры» в адрес бывших когяру. В частности, приводятся такие примеры влияния аспектов жизни когяру на их взрослую жизнь, как избиение гяру своих детей — она не видит в этом ничего плохого, потому что её родители сами били её в детстве. По мнению автора, за всей этой грубостью скрывается сильная депрессия.
Одно из направлений гяру — гангуро — становится объектом крупномасштабной критики, прежде всего за свой «фирменный загар». Например некоторые СМИ сравнивают их с горными ведьмами из народного фольклора. Это по словам автора книги о хип-хоп-культуре Японии Яна Кондри является пережитком идеологии западных империалистов, чьё влияние на Японию было огромно в эпоху Мэйдзи. По его мнению, в этом и нужно искать причину неприятия японским обществом «чёрной» японской молодёжи. Подобная полемика ведётся и вокруг японской сцены хип-хопа.
В то же время сами гяру и некоторые исследователи утверждают, что общественное мнение о когяру в большей мере создано более их одеждой, чем самими девушками, и СМИ в некотором смысле «демонизировали» имидж когяру и уже априори критикуют тех, кто носит подобную одежду. Одна когяру сказала в интервью:
Мне жаль, что я училась в средней школе в это время. С нынешним взглядом на когяру  в Японии, они не видят меня саму, а видят только когяру  во мне. Как те, которых ругают по ТВ или в газетах
Также в защиту гяру говорят, что гяру милые и добрые, они разбираются намного лучше в современных моде и стиле, чем их критики, а также положительно влияют на развитие современной гламурной культуры.
Хотя на само аниме взгляд в Японии положительный и его производство и популяризацию поддерживает правительство, взгляд на отаку часто негативный. Во многом это связано с арестом ряда психически нездоровых маньяков, таких как Цутому Миядзаки, который совершал преступления под впечатлением от хентая и эрогуро-фильмов. За это пресса именовала его «Отаку-убийца», и в Японии началась паника. Во время неё каждый отаку рассматривался как потенциальный маньяк. Этот подход был во многом раскритикован журналистами Эйдзи Оцукой и Фумия Итихаси. Первый из них заявил, что коллекция хентая Миядзаки сфабрикована или как минимум преувеличена полицией, а второй высказал мнение, что органы искусственно провоцировали панику и играли на стереотипах про отаку, чтобы добиться определённого отношения народа к суду. У Миядзаки были диагностированы раздвоение личности и шизофрения, после чего он был казнён в 2008 году после более чем девятилетнего тюремного заключения. До этого, ещё в 1994 году, его отец покончил жизнь самоубийством. Изначально Миядзаки был приговорён к пожизненному заключению. Но в тот год произошло два скандальных инцидента в Акихабаре, и премьер-министр Хатояма подписал указ о смертной казни Цутому. Миядзаки был повешен в тот же день.

## Японские субкультуры в поп-культуре

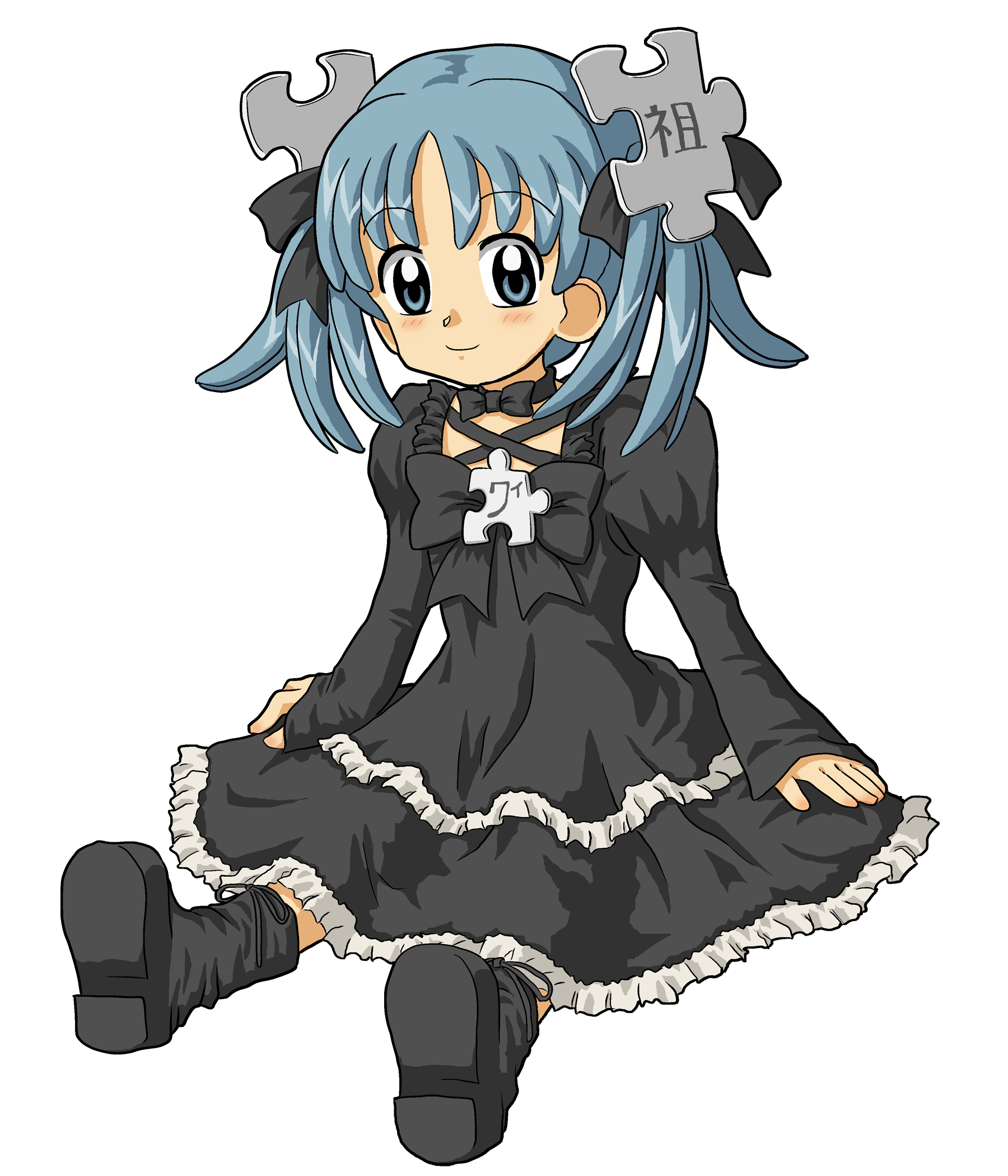
Википе-тан в одежде готической лолиты — классический пример использования стилистики японских субкультур в культуре

Довольно часто можно увидеть отражение японских субкультур в популярной культуре. Особенно сильно это касается босодзоку и лолит, как наиболее заметных молодёжных направлений. Одним из самых известных персонажей босодзоку является Онидзука-сэнсэй из популярных аниме и манги «Крутой учитель Онидзука». Хотя в целом он изображён намного положительнее, чем босодзоку обычно воспринимаются в обществе, иногда автор опускает его до банальнейших стереотипов о них. Другое известное произведение, героями которого являются босодзоку, — японская комедия Kamikaze Girls (яп. 下妻物語 Девушки-камикадзе), где роль девушки-босодзоку по имени Итиго исполнила популярная японская актриса и певица Анна Цутия. Её подругой фильме является «сладкая лолита» по имени Момоко, живущая в далёкой провинции, где все убеждают её стать среднестатистической японкой. Первоначально, просто заказав Момоко сшить токкофуку, Итиго становится её лучшей подругой, и вместе они раскрывают таланты и чувства друг друга. Обе субкультуры показаны в фильме с положительной стороны, хотя с заметной долей сатиры и стереотипов. С другой стороны, автор критикует «обывательскую» жизнь среднестатистических японцев и коммерческую сторону модной индустрии, где творческое воображение поставлено на поток.
С другой стороны, субкультура лолит стала неотъемлемой частью японской поп-культуры, такой как аниме и манга, а также музыки разных жанров. Лолиты стали персонажами многих аниме, например, таких как Le Portrait de Petit Cossette, Paradise Kiss, Shiki, Tsukuyomi: Moon Phase и других. Но в большинстве случаев это было использовано как «моэ», а не как отсылка к субкультуре.
В то же время японская порноиндустрия не смогла пройти мимо красоты гяру. В 1995 году Ганари Такахаси создаёт компанию Soft On Demand. Её дочерняя компания SOD Garcon (ギャルソン) ставит на поток производство порнофильмов с участием актрис, одетых как гяру. Это вместе с творческим подходом к своей работе позволило компании стать лидером японского рынка продукции для взрослых.
В контексте с гяру часто поднимается практика эндзё-косай. Примером поднятия этой темы является популярная компьютерная игра Yakuza, где главный герой Рю спасает дочь своего знакомого, которую обманом заставил заняться эндзё-косай её парень. В кинематографе одним из самых известных фильмов, посвящённых этой теме, является драма «Мои дождливые дни», вышедшая на экран в 2009 году с популярной японской моделью Нодзоми Сасаки в главной роли. Главная героиня этого фильма когяру Рио Одзава занимается эндзё-косай вместе со своими подругами, чтобы «заработать» на богатую и роскошную жизнь. В первой части фильма Рио показана с негативной стороны, и, по её словам, в то время её интересовали только те люди, кого она могла использовать. Но по ходу действия фильма героиня влюбляется в молодого преподавателя истории и ради любви сознательно начинает свою жизнь с чистого листа, исправив почти все свои ошибки. Хотя в целом фильм мрачен, он содержит несколько светлых моментов, и в конце персонажи практически доходят до хэппи-энда. Некоторые критики похвалили фильм за нешаблонность и наличие действительно интересных моментов, в то же время отметив, что фильм всё равно содержит некоторые клише этого жанра, такие как изнасилование и самоубийство.

## Иностранные субкультуры в Японии
Как и в других странах, в Японии множество приверженцев общемировых субкультур. В Японии существуют развитые сцены как метала и хип-хоп-культуры, так и индастриала и электронных готических жанров. Но и они тесно переплетаются с сугубо японскими субкультурами. Это отражается как и в смешении их на примере гяру и культуры RnB, так и в формировании, когда ведущие группы японского глэм-метала стали основателями visual kei. Также в японских субкультурах вообще можно встретить сильное влияние таких западных направлений, как панки и скейтеры. В основном это заимствование элементов их стилистики, особенно джинсовой одежды и различной обуви.
Хип-хоп проник в Японию — как и в Германию — в 1983 году вместе с фильмом «Дикий стиль». Первыми японскими рэперами были музыканты, рекламирующие этот фильм, и примерно в то же время начала формироваться культура японских уличных танцев, в особенности брейкданса. Между 1994 и 1995 годами начался бум японского хип-хопа, что привело к созданию многих поп-ориентированных хип-хоп-групп. В противоположность этому сформировалась сцена андеграундного хип-хопа. Японская хип-хоп-субкультура подвергается сильному влиянию американской и особенно афроамериканской культуры. По словам одного из музыкантов, он носил афро, чтобы «выглядеть круто, также как афроамериканцы». Но другие часто подвергают такой подход насмешкам. Подобные тенденции также касаются их сленга, который включает множество американских слов и выражений. Это вызвано прежде всего «экзотической» привлекательностью афроамериканской культуры для японцев и возможности убежать от традиционных стандартов внешности. Японская хип-хоп-культура получила название J-Hip-Hop по аналогии с J-Pop и j-rock.
Также обширна и рок-метал-сцена Японии. Культовые японские рок-группы, такие как, например, хэви-метал-группа The Alfee, собирают аудитории из более чем 100 000 человек. Некоторые группы даже смогли сделать свой вклад в мировые жанры, например в новую романтику. Особых успехов достигла группа B'z. В одной только Японии они продали более 79 миллионов дисков и стали первой азиатской группой, которая добилась собственной звезды на Аллее Славы в Голливуде. При этом японские металлисты во многом переплетаются с субкультурой visual kei. Они часто выступают на «территории» друг друга и влияют друг на друга в музыкальном плане.